# 楽月慎
楽月 慎（らくづき しん、1975年（昭和50年） - ）は、日本の小説家。宮城県仙台市出身、在住。白鷗大学経営学部卒業。別名に添野 慎太郎（そえの しんたろう）。会社員として働く傍ら執筆を続ける。

## 経歴
2005年（平成17年）、『陽だまりのブラジリアン』で第16回朝日新人文学賞を受賞。

## 作品
- ファースト・フィナーレ
  - 2002年3月20日、本の森、ISBN 978-4434013935 ※ 添野 慎太郎名義

- 陽だまりのブラジリアン
  - 2006年6月、朝日新聞社、ISBN 978-4022501912

- 青色ミライ
  - 2007年10月20日、光文社、ISBN 978-4334925246

- 思川バルーン
  - 2008年3月、幻戯書房、ISBN 978-4901998314

- 檸檬に、キスマーク
  - 2012年8月、総合文学ウェブ情報誌 文学金魚に連載

- 海岸のマサオさん
  - 2013年5月、幻戯書房、ISBN 978-4864880213